# 엘자 랜체스터
엘자 랜체스터(Elsa Lanchester, 1902년 10월 28일 ~ 1986년 12월 26일)는 잉글랜드의 배우이다.

## 출연 작품
- 다이 래핑 (1980)
- 5인의 명탐정 (1976)
- 밀납 인형관의 공포 (1973)
- 아놀드 (1973)
- 윌러드 (1971)
- 래스컬 (1969)
- 미 나탈리 (1969)
- 검은수염의 유령 (1968)
- 이지 컴, 이지 고 (1967)
- 명탐정 디씨 (1965)
- 해변 파티 4 - 파자마 파티 (1964)
- 메리 포핀스 (1964)
- 사랑의 비약 (1958)
- 검찰 측 증인 디 오리지널 (1957)
- 유리 구두 (1955)
- 디즈니랜드 (1954)
- 레 미제라블 (1952)
- 미스테리 스트리트 (1950)
- 더 시크릿 가든 (1949)
- 인스펙터 제너럴 (1949)
- 컴 투 더 스테이블 (1949)
- 빅 클락 (1948)
- 노스웨스트 아웃포스트 (1947)
- 비숍스와이프 (1947)
- 나선 계단 (1946)
- 면도날 (1946)
- 래시 집에 오다 (1943)
- 언제나 영원히 (1943)
- 설리반의 여행 (1942)
- 운명의 향연 (1942)
- 렘브란트 (1936)
- 노티 메리에타 (1935)
- 유령은 서쪽으로 간다 (1935)
- 데이빗 코퍼필드 (1935)
- 프랑켄슈타인 2 - 프랑켄슈타인의 신부 (1935)
- 헨리 8세 (1933)